# Ezequiel Boixet i Castells
Ezequiel Boixet i Castells (Lleida, 1849 – Barcelona, 2 de febrer de 1916) fou escriptor i periodista català. Conreà el periodisme i la narrativa. Va ser col·laborador i co-director —amb Alfred Opisso— de La Vanguardia durant molts anys. Amb la seva crònica diària «Busca buscando» a La Vanguardia, signada amb el pseudònim Juan Buscón, aconseguí un ampli ressò popular.
Aquest retrat, amb l'epígraf «director de La Vanguardia», fou reproduït al darrer número de Pèl & Ploma, juntament amb els d'altres directors i crítics d'art de diaris barcelonins, com a agraïment a la premsa que havia valora positivament aquesta revista. També va escriure el quadres de costums Croquis barcelonins.

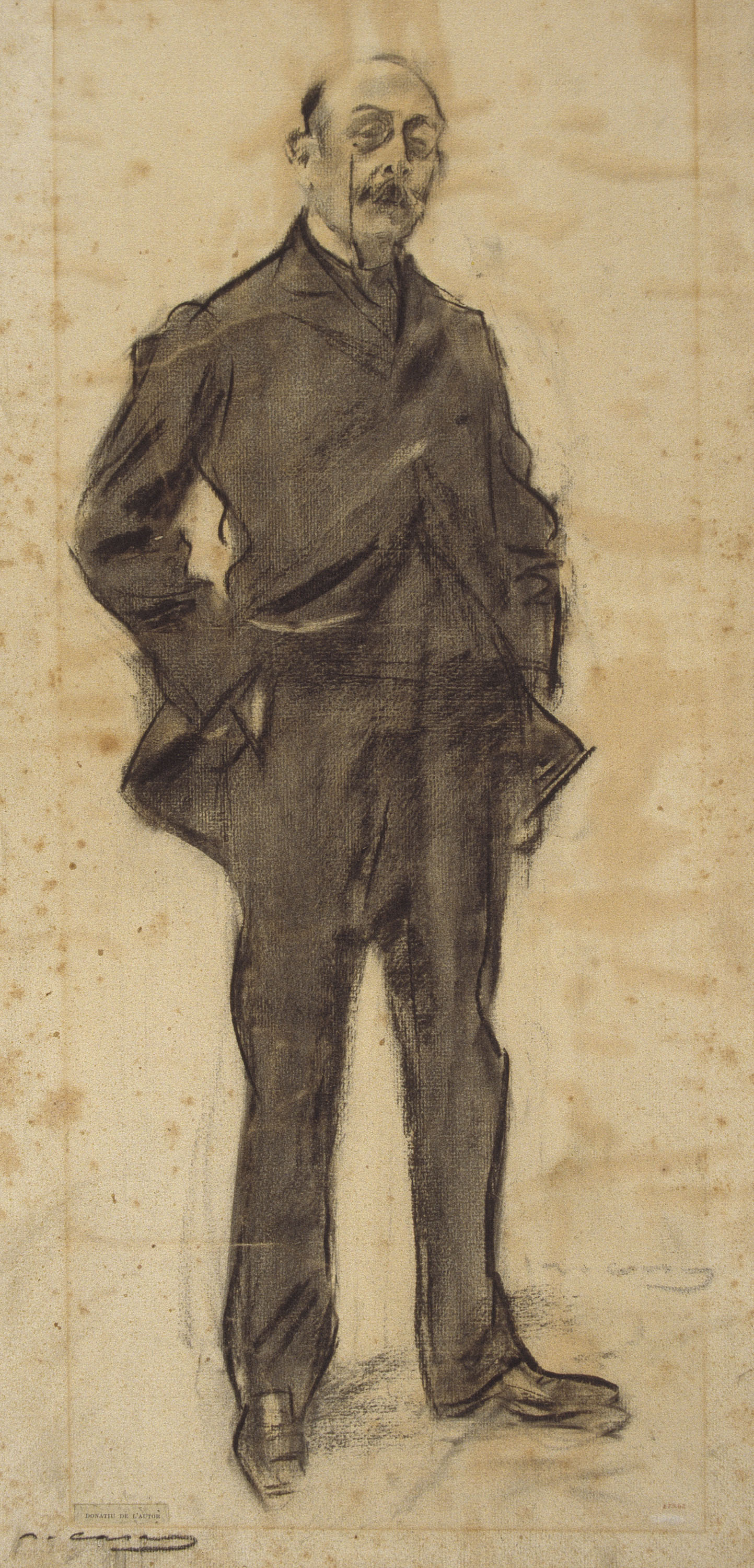
Boixer vist per Ramon Casas (MNAC)